# 江心洲街道
江心洲街道是中华人民共和国江苏省建邺区西部的一个街道，位于长江中的江心洲，东南至夹江与建邺区兴隆街道、鼓楼区江东街道相隔，西北为长江正流，与北岸的浦口区相望，面积15平方公里，2010年常住人口20875人，辖3个行政村。

## 下辖行政村
- 永定村
- 白鹭村
- 洲泰村